# Осмех Маргарит Јурсенар
„Осмех Маргарет Јурсенар” је југословенски телевизијски филм из 1993. године. Режирао га је Бранислав Кичић а сценарио су написале Бојана Андрић и Мира Оташевић.
У време економске блокаде, драма је по позиву учествовала на Телевизијском фестивалу „При Европа” у Берлину, 1993.
У драми су коришћени делови интервјуа Стевана Станића са Маргарит Јурсенар и одломци из филма „Опроштајни ударац” Фолкера Шлендорфа.

## Радња
По мотивима биографије славне списатељице, својом садржином драма је слика свеобухватног прожимања европских култура.
Белгијско-француског порекла, школована на хеленској и римској традицији, радозналог и немирног духа, Маргерит Јурсенар је шездесетих година исписала једну од својих најлепших кратких приповедака засновану на нашој епској поезији. Драму чине реконструкција аутентичног интервјуа једног југословенског новинара са М. Јурсенар као и синкретичким медијским језицима (видеа, аматерског филма и стрипа) испричана њена приповетка „Осмех Краљевића Марка”.

## Улоге
| Глумац                     | Улога                             |
| -------------------------- | --------------------------------- |
| Неда Арнерић               | Маргерит Јурсенар                 |
| Бранка Катић               | Грејс Фрик                        |
| Властимир Ђуза Стојиљковић | Барбије Млађи, инжењер грађевине  |
| Синиша Ћопић               | Краљевић Марко/Лукиадис, археолог |
| Миодраг Мики Крстовић      | Новинар Стеван Станић             |
| Предраг Лаковић            | Паша                              |
| Соња Дивац                 | Удовица                           |
| Немања Петровић            | Капетан Марко                     |
| Ђура Мрђа                  | Трговац                           |